# کلیر آدامز
کلیر آدامز (انگلیسی: Claire Adams؛ ‏ ۲۴ سپتامبر ۱۸۹۸ – ۲۵ سپتامبر ۱۹۷۸) بازیگر و نیکوکار اهل کانادا بود.
از فیلم‌هایی که وی در آن نقش داشته‌است، می‌توان به جشن بزرگ، زیبای سیاه، دختری در لیموزین و تاوان اشاره کرد.